# Kerkhof van Haverskerke
Het Kerkhof van Haverskerke is een gemeentelijke begraafplaats in de gemeente Haverskerke in het Franse Noorderdepartement. Het kerkhof ligt er rond de Sint-Vincentiuskerk in het dorpscentrum.

## Britse graven
Op het kerkhof liggen 2 geïdentificeerde Britse oorlogsgraven uit de Eerste Wereldoorlog, nl. geleider Ernest Barker en soldaat W.G. Lodge. De graven worden onderhouden door de Commonwealth War Graves Commission. In de CWGC-registers is het kerkhof opgenomen als Haverskerque Churchyard.